# Type Kaidai
Le Type Kaidai (海大型, Kaidai-gata) (classe I-51) est le principal type de sous-marin de la Marine impériale japonaise durant la Seconde Guerre mondiale. Tous les sous-marins de cette classe portent un numéro à deux chiffres en commencent par I-51. Après le 20 mai 1942, tous les sous marins fabriqués encore en service ajoutent un 1 devant leur nom. Le I-52 devient alors le I-152.
Le nom "Kandai" est une abréviation de Kaigun-shiki Dai-gata Sensuikan (海軍式大型潜水艦, "Grand Sous-Marin de Marine").

## Variantes de la classe
Cette classe est divisée en sept sous-types numérotés de I à VII.
- Kaidai I (海大1型（伊五十一型）, Kaidai-ichi-gata, classe I-51?)
- Kaidai II (海大2型（伊五十二型/伊百五十二型）, Kaidai-ni-gata, classe I-52/I-152?)
- Kaidai IIIa (海大3型a（伊五十三型/伊百五十三型）, Kaidai-san-gata-ē, classe I-53/I-153?)
- Kaidai IIIb (海大3型b（伊五十六型/伊百五十六型）, Kaidai-san-gata-bī, classe I-56/I-156?)
- Kaidai IV (海大4型（伊六十一型/伊百六十二型）, Kaidai-yon-gata, classe I-61/I-162?)
- Kaidai V (海大5型（伊六十五型/伊百六十五型）, Kaidai-go-gata, classe I-65/I-165?)
- Kaidai VIa (海大6型a（伊六十八型/伊百六十八型）, Kaidai-roku-gata-ē, classe I-68/I-168?)
- Kaidai VIb (海大6型b（伊七十四型/伊百七十四型）, Kaidai-roku-gata-bī, classe I-74/I-174?)
- Kaidai VII (海大7型（伊七十六型/伊百七十六型）, Kaidai-nana-gata, classe I-76/I-176?)

### Kaidai I(classeI-51)

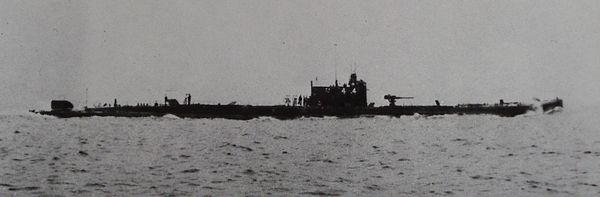
I-51 en 1924

C'est le prototype de la classe. L'unique Kaidai I, I-51, est basé sur des sous-marins allemands de la Première Guerre mondiale. Il a été terminé en 1924 et détruit en 1941. I-51 n'a jamais vu le combat.
| Navire                      | Constructeur          | Mis sur cale | Lancement        | Armé                                 | Statut                                                               |
| --------------------------- | --------------------- | ------------ | ---------------- | ------------------------------------ | -------------------------------------------------------------------- |
| I-51 (ex-Sous marin No. 44) | Arsenal naval de Kure | 6 avril 1921 | 29 novembre 1921 | 20 juin 1924 comme Sous marin No. 44 | Renommé I-51 le 1er novembre 1924. Rayé des listes le 1er avril 1940 |

### Kaidai II(classeI-152)

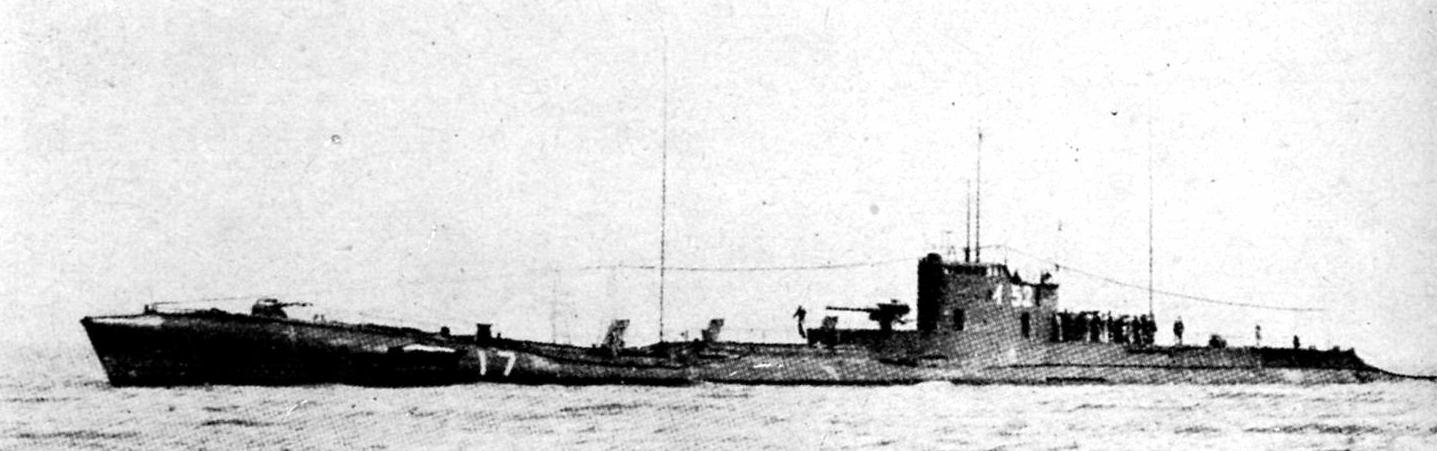
I-152

Un seul exemplaire a été construit. Il sert de navire-école jusqu'à mi-1942 puis prend part à la guerre. Il est vendu pour la ferraille en 1946.
| Navire                       | Constructeur          | Mis sur cale    | Lancement    | Armé                   | Statut                                                              |
| ---------------------------- | --------------------- | --------------- | ------------ | ---------------------- | ------------------------------------------------------------------- |
| I-152 (ex-Sous marin No. 51) | Arsenal naval de Kure | 14 février 1922 | 12 juin 1923 | 20 mai 1925 comme I-52 | Renommé I-52 le 1er novembre 1924. Rayé des listes le 1er août 1942 |
| Sous marin No. 64            | Arsenal naval de Kure |                 |              |                        | Modifié en Kaidai IIIa                                              |

### Kaidai IIIa/b(classeI-153et classeI-156)
Neuf exemplaires ont été construits. Ils ont une coque plus solide. Par conséquent, leur vitesse est plus faible. Le type IIIb est plus long de 40 cm et possède une proue différente,.

Sur les neuf Kaidai III, sept ont survécu à la guerre car ils servaient la plupart du temps de navire-école. Le I-63 est perdu à la suite d'une collision avec le I-60 en 1939. Tout l'équipage est perdu. Le I-63 est renfloué et vendu pour la ferraille en 1940.
| Navire                                 | Type        | Constructeur            | Mis sur cale                           | Lancement              | Armé             | Résultats | Statut |
| -------------------------------------- | ----------- | ----------------------- | -------------------------------------- | ---------------------- | ---------------- | --- | --- |
| I-153 (ex I-53) (ex Sous marin No. 64) | Kaidai IIIa | Arsenal naval de Kure   | 1er avril 1924 comme Sous marin No. 64 | 5 août 1925 comme I-53 | 30 mars 1927     | - Renommé I-53 le 1er novembre 1924. - A coulé le cargo néerlandais Mösi le 27 février 1942, - A coulé le RMS City of Manchester le 28 février 1942, - A coulé un cargo inconnu le 27 février 1942. | Rayé des listes le 20 novembre 1945, vendu pour la ferraille en 1948                                                      |
| I-154 (ex-I-54)                        | Kaidai IIIa | Arsenal naval de Sasebo | 15 novembre 1924                       | 15 mars 1926           | 15 décembre 1927 | A coulé le cargo néerlandais Majokaat le 2 mars 1942 | Rayé des listes le 20 novembre 1945, vendu pour la ferraille en mai 1946                                                  |
| I-155 (ex-I-55)                        | Kaidai IIIa | Arsenal naval de Kure   | 1er avril 1924                         | 2 septembre 1925       | 5 septembre 1927 | - A coulé un cargo néerlandais, le Van Lansberge le 4 février 1942, - A coulé un cargo néerlandais, le Van Cloon le 7 février 1942, - A coulé le RMS Derrymore le 13 février 1942, - A coulé un cargo norvégien, le Madrono le 18 février 1942. | Rayé des listes le 20 novembre 1945, vendu pour la ferraille en mai 1946                                                  |
| I-156 (ex-I-56)                        | Kaidai IIIb | Arsenal naval de Kure   | 3 novembre 1926                        | 23 mars 1928           | 31 mars 1929     | - A coulé un cargo grec Hydra II ou un cargo norvégien le 11 décembre 1941, - A coulé le RMS Kuantan le 5 janvier 1942, - A endommagé le cargo hollandais Tanimbar le 6 janvier 1942, - A coulé le cargo hollandais Van Rees le 8 janvier 1942, - A coulé le cargo néerlandais Van Riebeeck le 8 janvier 1942, - A endommagé le cargo néerlandais Patras le 13 janvier 1942, - A coulé le cargo néerlandais Togian le 4 février 1942. | Rayé des listes le 30 novembre 1945, coulé comme cible près des îles Gotō le 1er avril 1946                               |
| I-157 (ex-I-57)                        | Kaidai IIIb | Arsenal naval de Kure   | 8 juillet 1927                         | 1er octobre 1928       | 24 décembre 1929 | A coulé le cargo néerlandais Djirak le 7 janvier 1942 | Rayé des listes le 30 novembre 1945, coulé comme cible près des îles Gotō le 1er avril 1946                               |
| I-158 (ex-I-58)                        | Kaidai IIIa | Base navale de Yokosuka | 3 décembre 1924                        | 3 octobre 1925         | 15 mai 1928      | - A coulé le cargo néerlandais Langkoas le 3 janvier 1942, - A coulé le cargo néerlandais Camphuys le 9 janvier 1942, - A coulé le cargo néerlandais Pijnacker Hordijk le 22 février 1942, - A coulé le cargo néerlandais Boeroe le 25 février 1942, - A torpillé le RMS British Judge, l’endommageant seulement le 28 février 1942.                                                                                                  | Rayé des listes le 30 novembre 1945, coulé comme cible près des îles Gotō le 1er avril 1946                               |
| I-159 (ex-I-59)                        | Kaidai IIIb | Base navale de Yokosuka | 25 mars 1927                           | 25 mars 1929           | 31 mars 1930     | - A coulé le cargo norvégien Eidsvold le 20 janvier 1942, - A coulé un cargo inconnu le 25 janvier 1942, - A coulé le cargo néerlandais Rooseboom le 1er mars 1942. | Rayé des listes le 30 novembre 1945, a été coulé comme cible près des îles Gotō le 1er avril 1946                         |
| I-60                                   | Kaidai IIIb | Arsenal naval de Sasebo | 10 octobre 1927                        | 24 avril 1929          | 20 décembre 1929 | | Coulé par le HMS Jupiter dans le détroit de la Sonde (6° 00′ S, 105° 00′ E) le 17 janvier 1942.                           |
| I-63                                   | Kaidai IIIb | Arsenal naval de Sasebo | 12 août 1926                           | 28 septembre 1927      | 20 décembre 1928 | | Perdu dans un accident dans le canal de Bungo le 20 février 1939. Renfloué et vendu pour la ferraille le 21 janvier 1940. |

### Kaidai IV(classeI-61/162)

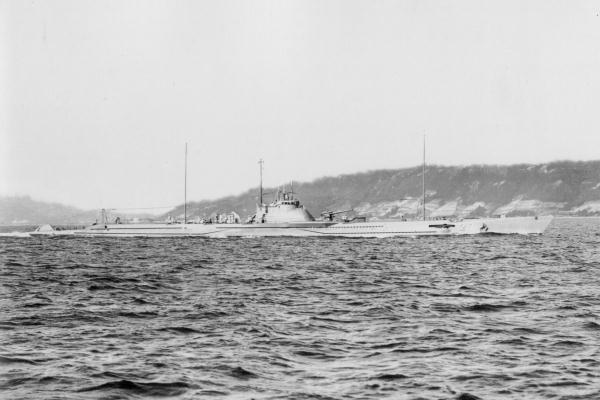
I-164 en 1930

Trois Kaidai IV ont été construits entre 1929 et 1930. Ils sont plus petits que les précédents et ne possèdent que 4 tubes lance-torpilles.
| Navire          | Type      | Constructeur                | Mis sur cale     | Lancement        | Armé         | Résultats | Statut                                                                                                   |
| --------------- | --------- | --------------------------- | ---------------- | ---------------- | ------------ | --- | --- |
| I-61            | Kaidai IV | Mitsubishi Heavy Industries | 15 novembre 1926 | 12 novembre 1927 | 6 avril 1929 | | Perdu dans un accident le 2 octobre 1941 près d'Iki. Renfloué et vendu pour la ferraille en juillet 1942 |
| I-162 (ex-I-62) | Kaidai IV | Mitsubishi Heavy Industries | 20 avril 1927    | 29 novembre 1928 | 24 mars 1930 | - A endommagé le RMS Longwood le 31 janvier 1942 - A endommagé le RMS Spondilus le 4 février 1942 - A coulé le RMS Lakshmi Govinda le 10 mars 1942 - A coulé un cargo hollandais le Merkus le 16 mars 1942 - A endommagé le RMS San Cirilo le 21 mars 1942 - A coulé un cargo inconnu le 22 mars 1942 - A coulé un cargo soviétique le Mikoyan le 3 octobre 1942 - A coulé le RMS Manon le 7 octobre 1942 - A endommagé le RMS Martaban le 13 octobre 1942 - A coulé le RMS Fort McCloud le 3 mars 1944 | Rayé des listes le 30 novembre 1945, coulé comme cible près des îles Gotō le 1er avril 1946              |
| I-164 (ex-I-64) | Kaidai IV | Arsenal naval de Kure       | 28 mars 1928     | 5 octobre 1929   | 30 août 1930 | - A coulé le cargo néerlandais Van Overstraten le 22 janvier 1942 - A endommagé le RMS Idar le 28 janvier 1942* A coulé le SS Florence Luckenbach le 29 janvier 1942 - A coulé un cargo indien, le Jalatarang, le 30 janvier 1942 - A coulé un cargo indien, le Jalapalaka, le 31 janvier 1942 - A coulé un cargo norvégien, le Mabella, le 13 mars 1942 | Coulé par l'USS Triton (en) au sud de Kyūshū (29° 25′ N, 134° 09′ E) le 17 mai 1942                      |

### Kaidai V(classeI-165)

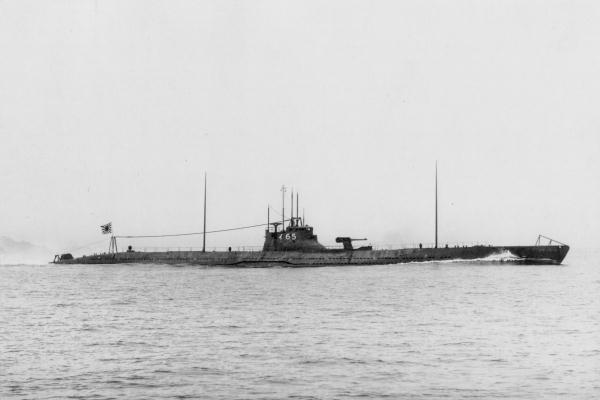
I-165 en 1932

Trois Kaidai V ont été construits,. L’armement anti-aérien a été renforcé en remplaçant une mitrailleuse de calibre 13,2 mm par une mitrailleuse double de calibre .65. Ils étaient plus larges et plus haut. Le I-165 a été désarmé pour recevoir deux Kaiten.
| Navire          | Type     | Constructeur                | Mis sur cale     | Lancement   | Armé              | Résultats | Statut |
| --------------- | -------- | --------------------------- | ---------------- | ----------- | ----------------- | --- | --- |
| I-165 (ex-I-65) | Kaidai V | Arsenal naval de Kure       | 19 décembre 1929 | 2 juin 1931 | 1er décembre 1932 | - A coulé un cargo néerlandais, le Benkoelen, le 9 janvier 1942 - A coulé un cargo indien le, Jalarajan, le 15 janvier 1942 - A coulé un cargo néerlandais, le Johanne Justesen, le 15 février 1942 - A coulé le RMS Bhima le 20 février 1942 - A coulé le SS Harmonides le 25 août 1942 - A coulé l'USS Losmar le 24 septembre 1942 - A coulé le RMS Perseus le 16 janvier 1944 - A coulé le SS Nancy Moller le 18 mars 1944 | Converti en bateau mère de Kaiten en 1945, coulé par une patrouille de bombardiers de l'United States Navy dans les îles Mariannes (15° 28′ N, 153° 39′ E) le 27 juin 1945 |
| I-166 (ex-I-66) | Kaidai V | Arsenal naval de Sasebo     | 8 novembre 1929  | 2 juin 1931 | 10 novembre 1932  | - A coulé un sous marin de la marine royale néerlandaise, le HNLMS K XVI, le 25 décembre 1941 - A coulé l'USS Liberty Glo le 11 janvier 1942 - A coulé un cargo panaméen, le Nord, le 21 janvier 1942 - A coulé le RMS Chak Sang le 22 janvier 1942 - A coulé le RMS Kamuning le 14 février 1942 - A coulé le cargo panaméen, le Camila, le 1er octobre 1942 - A coulé le RMS Cranfield le 22 novembre 1942                   | Coulé par l'HMS Telemachus le 17 juillet 1945 |
| I-67            | Kaidai V | Mitsubishi Heavy Industries | 8 novembre 1929  | 2 juin 1931 | 10 novembre 1932  | | Perdu dans un accident près de l'île Minamitori le 29 août 1940 |

### Kaidai VIa et VIb(classeI-168et classeI-174)

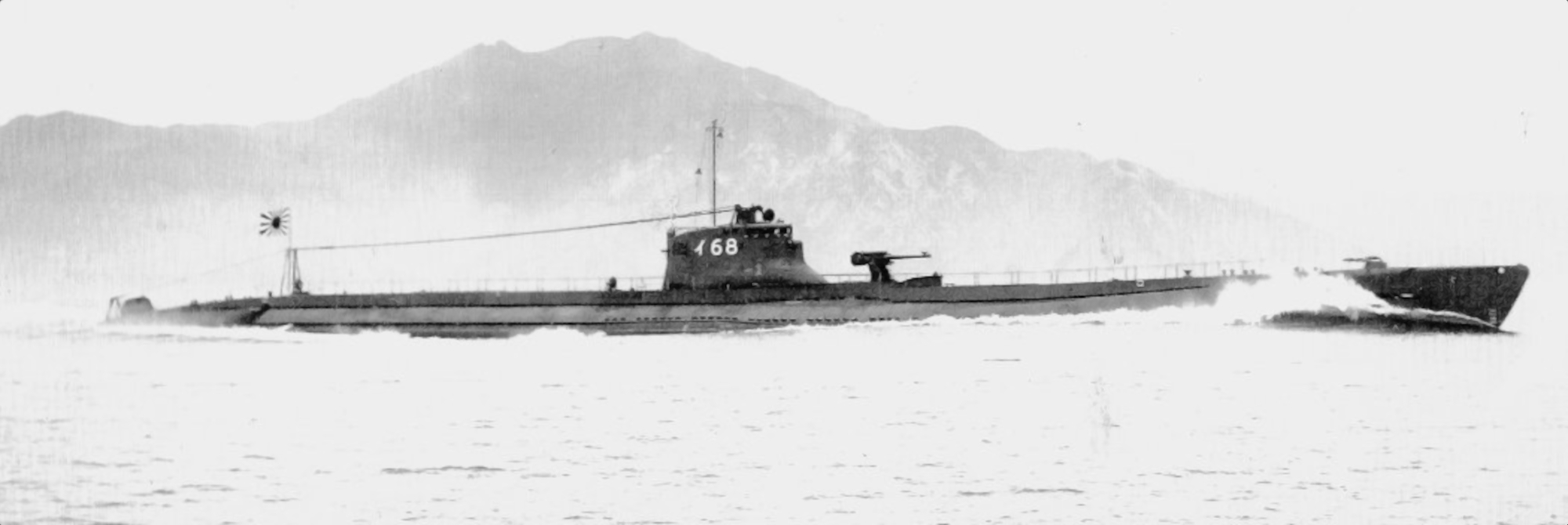
I-68/I-168 en 1934

Ils ont été construits entre 1931 et 1934,,. Ils font partie des plans de réarmement : Premier plan de réarmement japonais et Second plan de réarmement japonais. Avec une vitesse de 23 nœuds en surface, ils étaient les sous-marins les plus rapides lors de leurs époques de construction. Le type VIb est plus long de 30 cm et possède un mitrailleuse de pont de calibre 13,2 mm au lieu d'une de calibre .65.
| Navire          | Type       | Constructeur                | Mis sur cale      | Lancement         | Armé              | Résultats | Statut |
| --------------- | ---------- | --------------------------- | ----------------- | ----------------- | ----------------- | --- | --- |
| I-168 (ex-I-68) | Kaidai VIa | Arsenal naval de Kure       | 18 juin 1931      | 26 juin 1933      | 31 juillet 1934   | - A coulé l'USS Hammann le 6 juin 1942 - A coulé l'USS Yorktown le 7 juin 1942 | A été coulé par l'USS Scamp au nord de Rabaul le 27 juillet 1943 |
| I-169 (ex-I-69) | Kaidai VIa | Mitsubishi Heavy Industries | 22 décembre 1932  | 15 février 1934   | 28 septembre 1935 | A coulé un cargo hollandais le Tjinegara le 21 juillet 1942 | Coulé lors d'un raid aérien à Truk le 4 avril 1944 |
| I-70            | Kaidai VIa | Arsenal naval de Sasebo     | 25 janvier 1933   | 14 juin 1934      | 9 novembre 1935   | | Coulé par un appareil de l'USS Enterprise parti d'Hawaï (23° 45′ N, 155° 35′ O), le 10 décembre 1941                                                                                                  |
| I-171 (ex-I-71) | Kaidai VIa | Kawasaki Heavy Industries   | 15 février 1933   | 25 août 1934      | 24 décembre 1935  | A coulé l'USS General Royal T. Frank le 19 janvier 1942 | Coulé par l'USS Guest et l'USS Hudson à l'ouest de l'île de Buka le 30 janvier 1944 |
| I-172 (ex-I-72) | Kaidai VIa | Mitsubishi Heavy Industries | 16 décembre 1933  | 6 avril 1935      | 7 janvier 1937    | - A coulé le USS Prusa le 19 décembre 1941 - A coulé le pétrolier USS Neches (en) le 23 janvier 1942 | A été coulé par l'USS Southard (en) près de l'île de San Cristobal le 10 novembre 1942 |
| I-73            | Kaidai VIa | Kawasaki Heavy Industries   | 5 septembre 1933  | 20 juin 1935      | 7 janvier 1937    | | Sa perte a été revendiquée par l'USS Gudgeon (en) près de l'atoll de Midway (28° 24′ N, 178° 35′ E) le 27 janvier 1942 et aussi par l'USS Long, l'USS Jarvis et l'USS Trever (en) le 29 janvier 1942. |
| I-174 (ex-I-74) | Kaidai VIb | Arsenal naval de Sasebo     | 16 octobre 1934   | 28 mars 1937      | 15 août 1938      | A coulé le transport de l'US Army Portmar le 16 juin 1943 et a endommagé l'USS LST-469 durant l'attaque du convoi GP55 le 16 juin 1943 | Coulé par une patrouille de B-24 Liberator près de Truk le 12 avril 1944 |
| I-175 (ex-I-75) | Kaidai VIb | Mitsubishi Heavy Industries | 1er novembre 1934 | 16 septembre 1936 | 18 décembre 1938  | - A coulé le USS Manini le 18 décembre 1941 - A endommagé un cargo australien le Allara le 23 juillet 1942 - A coulé un cargo australien le Murada le 24 juillet 1942 - A coulé un cargo français le Cagou le 28 juillet 1942 - A coulé le RMS Dranker le 3 août 1942 - A coulé le USS Liscome Bay le 24 novembre 1943 | Coulé pendant la bataille de Kwajalein par les USS Charrette et Fair (en) le 4 février 1944 ou coulé par l'USS Nicholas au nord-est de l'atoll de Wotje le 17 février 1944                            |

### Kaidai VII(classeI-176)

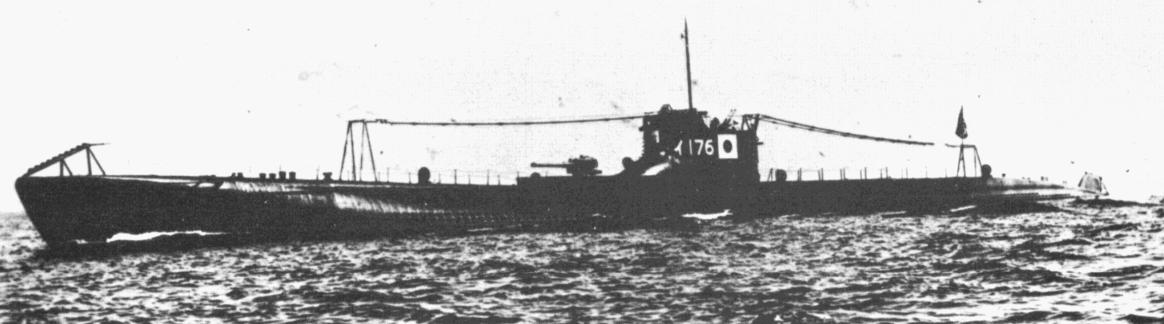
I-176 en 1942

La dernière version de la classe Kaidai a été élaborée en 1939. La construction s'étalant entre 1942 et 1943, la décision avait été prise à la suite du quatrième plan de réarmement japonais. Les tubes lance-torpilles arrières ont été supprimés pour en placer six à l'avant. L'endurance de ces navires a été portée à 75 jours.
| Navire          | Type       | Constructeur                | Mis sur cale     | Lancement         | Armé              | Résultats | Statut |
| --------------- | ---------- | --------------------------- | ---------------- | ----------------- | ----------------- | --- | --- |
| I-176 (ex-I-76) | Kaidai VII | Arsenal naval de Kure       | 22 juin 1940     | 7 juin 1941       | 4 août 1942       | - A endommagé le USS Chester le 20 octobre 1942 - A coulé le USS Corvina (SS-226) (en) le 17 novembre 1943 | Coulé par le USS Franks et le USS Haggard au nord-est de l'île de Buka le 17 mai 1944. |
| I-177 (ex-I-77) | Kaidai VII | Kawasaki Heavy Industries   | 10 mars 1941     | 20 décembre 1941  | 28 décembre 1942  | - A coulé le RMS Limerick le 26 avril 1943 - A coulé le AHS Centaur le 14 mai 1943 | Coulé par le USS Steele (en) et le USS Samuel S. Miles (en) au nord-est de Palaos le 3 octobre 1944 |
| I-178 (ex-I-78) | Kaidai VII | Mitsubishi Heavy Industries | 21 mai 1941      | 24 février 1942   | 26 décembre 1942  | A coulé le Liberty ship SS Lydia M. Child le 27 avril 1943 | Perdu quelque temps après le 17 juin 1943 durant une patrouille à l'est de l'Australie. De Cause inconnue, certaines sources parlent d'une perte due à un appareil de la Royal Australian Air Force.              |
| I-179 (ex-I-79) | Kaidai VII | Kawasaki Heavy Industries   | 21 août 1941     | 16 juillet 1942   | 8 juin 1943       | | Perdu dans un accident à Iyo Nada le 9 juillet 1943 |
| I-180 (ex-I-80) | Kaidai VII | Base navale de Yokosuka     | 17 avril 1941    | 7 février 1942    | 15 janvier 1943   | - A coulé un cargo australien le Wollongbar le 29 avril 1943 - A coulé un cargo norvégien le SS Fingal (en) le 5 mai 1943 - A endommagé un cargo australien le Ormiston le 12 mai 1943* A endommagé un cargo australien le Caradale le 12 mai 1943 | Coulé par l'USS Gilmore (en) près de Dutch Harbor 55° 10′ N, 155° 40′ O le 27 avril 1944 |
| I-181           | Kaidai VII | Arsenal naval de Kure       | 11 novembre 1941 | 2 mai 1942        | 25 mai 1943       | | Perte revendiquée : - par un destroyer et un torpilleur américains près de la Nouvelle-Guinée le 16 janvier 1944 - par un avion de l'aviation navale américaine près de l'archipel Bismarck le 16 janvier 1944    |
| I-182           | Kaidai VII | Base navale de Yokosuka     | 10 novembre 1941 | 20 mai 1942       | 10 mai 1943       | | Perte revendiquée : - par un destroyer américain, le USS Wadsworth, près de Espiritu Santo le 1er septembre 1944 - par un destroyer américain, le USS Ellet (en), près des Nouvelles-Hébrides le 3 septembre 1944 |
| I-183           | Kaidai VII | Kawasaki Heavy Industries   | 26 décembre 1941 | 21 janvier 1943   | 3 octobre 1943    | | Coulé par le USS Pogy (en) au sud de Shikoku le 28 avril 1944 |
| I-184           | Kaidai VII | Base navale de Yokosuka     | 1er avril 1942   | 12 décembre 1942  | 15 octobre 1943   | | Coulé par un avion du USS Suwannee au sud-est de Saipan le 19 juin 1944 |
| I-185           | Kaidai VII | Base navale de Yokosuka     | 9 février 1942   | 16 septembre 1942 | 23 septembre 1943 | | Coulé par le USS Newcomb (en) et le USS Chandler (en) au nord-ouest de Saipan le 22 juin 1944 |

## Caractéristiques
| Type                 | Type                 | Kaidai I (I-51) | Kaidai II (I-152) | Kaidai IIIa (I-153) | Kaidai IIIb (I-156)                                      | Kaidai IV (I-61) |
| -------------------- | -------------------- | --- | --- | --- | -------------------------------------------------------- | --- |
| Déplacement          | Surface              | 1 412 t | 1 412 t | 1 661 t | 1 661 t                                                  | 1 600 t |
| Déplacement          | Immergé              | 2 469 t | 2 540 t | 2 337 t | 2 337 t                                                  | 2 337 t |
| Longueur (hors tout) | Longueur (hors tout) | 91,44 m | 100,85 m | 100,58 m | 101,00 m                                                 | 97,70 m |
| Maître-bau           | Maître-bau           | 8,81 m | 7,64 m | 7,98 m | 7,90 m                                                   | 7,80 m |
| Tirant d'eau         | Tirant d'eau         | 4,60 m | 5,14 m | 4,83 m | 4,90 m                                                   | 4,83 m |
| Tirant d'air         | Tirant d'air         | 6,02 m | 6,71 m | 6,71 m | 6,70 m                                                   | 6,70 m |
| Propulsion           | Propulsion           | 4 × Sulzer Mk.2 diesel 4 arbres d'hélice | 2 × Sulzer Mk 3 diesel 2 arbres d'hélice | 2 × Sulzer Mk 3 diesel 2 arbres d'hélice | 2 × Sulzer Mk 3 diesel 2 arbres d'hélice                 | 2 × Rauschenbach Mk 2 diesel 2 arbres d'hélice |
| Puissance            | Surface              | 5 200 ch | 6 800 ch | 6 800 ch | 6 800 ch                                                 | 6 000 ch |
| Puissance            | Immergé              | 2 000 ch | 1 800 ch | 1 800 ch | 1 800 ch                                                 | 1 800 ch |
| Vitesse              | Surface              | 18,4 nœuds (34,1 km/h) | 20,1 nœuds (37,2 km/h) | 20,0 nœuds (37,0 km/h) | 20,0 nœuds (37,0 km/h)                                   | 20,0 nœuds (37,0 km/h) |
| Vitesse              | Immergé              | 8,4 nœuds (15,6 km/h) | 7,7 nœuds (14,3 km/h) | 8,0 nœuds (14,8 km/h) | 8,0 nœuds (14,8 km/h)                                    | 8,5 nœuds (15,7 km/h) |
| Rayon d'action       | Surface              | 20 000 milles nautiques (37 000 km) à 10 nœuds (19 km/h)                                                                                     | 10 000 milles nautiques (19 000 km) à 10 nœuds (19 km/h) | 10 000 milles nautiques (19 000 km) à 10 nœuds (19 km/h) | 10 000 milles nautiques (19 000 km) à 10 nœuds (19 km/h) | 10 000 milles nautiques (19 000 km) à 10 nœuds (19 km/h) |
| Rayon d'action       | Immergé              | 100 milles nautiques (190 km) à 4 nœuds (7,4 km/h)                                                                                           | 100 milles nautiques (190 km) à 4 nœuds (7,4 km/h) | 90 milles nautiques (170 km) à 3 nœuds (5,6 km/h) | 60 milles nautiques (110 km) à 3 nœuds (5,6 km/h)        | 60 milles nautiques (110 km) à 3 nœuds (5,6 km/h) |
| Profondeur du test   | Profondeur du test   | 45,7 m (150 pieds) | 45,7 m (150 pieds) | 60,0 m (197 pieds) | 60,0 m (197 pieds)                                       | 60,0 m (197 pieds) |
| Carburant            | Carburant            | 508 tonnes | 284,5 tonnes | 241,8 tonnes | 230 tonnes                                               | 230 tonnes |
| Equipage             | Equipage             | 70 | 58 | 63 | 63                                                       | 58 |
| Armement (initial)   | Armement (initial)   | - 8 × tubes lance-torpilles de 533 mm (6 × avant, 2 × arrière) - 24 × torpilles Type 6e année - 1 × canon naval de 120 mm L/45 Type 3e année | - 8 × tubes lance-torpilles de 533 mm (6 × avant, 2 × arrière) - 16 × torpilles Type 6e années - 1 × canon naval de 120 mm L/45 Type 3e année - 1 × canon antiaérien Type 3 80 mm L/23.5 | - 8 × tubes lance-torpilles de 533 mm (6 × avant, 2 × arrière) - 16 × torpilles Type 6e année - 1 × canon naval de 120 mm L/40 Type 11e année - 1 × mitrailleuse de 7,7 mm | identique que Kaidai IIIa                                | - 6 × tubes lance-torpilles de 533 mm (4 × avant, 2 × arrière) - 14 × torpilles Type 89 - 1 × canon naval de 120 mm L/40 Type 11e année• 1 × mitrailleuse de 7,7 mm |

| Type                         | Type                         | Kaidai V (I-165) | Kaidai VIa (Lot précédent, I-168) | Kaidai VIa (Dernier lot, I-171) | Kaidai VIb (I-174) | Kaidai VII (I-176) |
| ---------------------------- | ---------------------------- | --- | --- | --- | --- | --- |
| Déplacement                  | Surface                      | 1 600 t | 1 422 t | identique que version précédente sauf longueur: 105 m. | 1 443 t | 1 656 t |
| Déplacement                  | Immergé                      | 2 367 t | 2 479 t | identique que version précédente sauf longueur: 105 m. | 2 564 t | 2 644 t |
| Longueur (hors tout)         | Longueur (hors tout)         | 97,70 m | 104,70 m | identique que version précédente sauf longueur: 105 m. | 105,00 m | 105,00 m |
| Maitre-bau                   | Maitre-bau                   | 8,20 m | 8,20 m | identique que version précédente sauf longueur: 105 m. | 8,20 m | 8,25 m |
| Tirant d'eau                 | Tirant d'eau                 | 4,70 m | 4,58 m | identique que version précédente sauf longueur: 105 m. | 4,60 m | 4,60 m |
| Tirant d'air                 | Tirant d'air                 | 7,05 m | 7,00 m | identique que version précédente sauf longueur: 105 m. | 7,00 m | 7,00 m |
| Centrale électrique et arbre | Centrale électrique et arbre | 2 × Sulzer Mk.3 diesel 2 arbres d'hélice | 2 × Kampon Mk.1A Model 8 diesel, 2 arbres d'hélice | identique que version précédente sauf longueur: 105 m. | 2 × Kampon Mk 1A Model 8 diesel, 2 arbres d'hélice | 2 × Kampon Mk 1B Model 8 diesel, 2 arbres d'hélice |
| Puissance                    | Surface                      | 6 000 ch | 9 000 ch | identique que version précédente sauf longueur: 105 m. | 9 000 ch | 8 000 ch |
| Puissance                    | Immergé                      | 1 800 ch | 1 800 ch | identique que version précédente sauf longueur: 105 m. | 1 800 ch | 1 800 ch |
| Vitesse                      | Surface                      | 20,5 nœuds (38,0 km/h) | 23,0 nœuds (42,6 km/h) | identique que version précédente sauf longueur: 105 m. | 23,0 nœuds (42,6 km/h) | 23,1 nœuds (42,8 km/h) |
| Vitesse                      | Immergé                      | 8,2 nœuds (15,2 km/h) | 8,2 nœuds (15,2 km/h) | identique que version précédente sauf longueur: 105 m. | 8,2 nœuds (15,2 km/h) | 8,0 nœuds (14,8 km/h) |
| Rayon d'action               | Surface                      | 10 000 milles nautiques (19 000 km) à 10 nœuds (19 km/h) | 14 000 milles nautiques (26 000 km) à 10 nœuds (19 km/h) | identique que version précédente sauf longueur: 105 m. | 10 000 milles nautiques (19 000 km) à 16 nœuds (30 km/h) | 8 000 milles nautiques (15 000 km) à 16 nœuds (30 km/h) |
| Rayon d'action               | Immergé                      | 60 milles nautiques (110 km) à 3 nœuds (5,6 km/h) | 65 milles nautiques (120 km) à 3 nœuds (5,6 km/h) | identique que version précédente sauf longueur: 105 m. | 90 milles nautiques (170 km) à 3 nœuds (5,6 km/h) | 50 milles nautiques (93 km) à 5 nœuds (9,3 km/h) |
| Profondeur du test           | Profondeur du test           | 75,0 m | 70,0 m | identique que version précédente sauf longueur: 105 m. | 85,0 m | 80,0 m |
| Carburant                    | Carburant                    | 230 tonnes | 341 tonnes | identique que version précédente sauf longueur: 105 m. | 442 tonnes | 355 tonnes |
| Équipage                     | Équipage                     | 62 | 68 | identique que version précédente sauf longueur: 105 m. | 68 | 86 |
| Armement(initial)            | Armement(initial)            | - 6 × tubes lance-torpilles de 533 mm (4 × avant, 2 × arrière) - 14 × torpilles Type 89 - 1 × canon naval 10 cm/50 Type 88 (en) anti-aérien - 1 × canon anti-aérien de 12,7 mm - 1 × mitrailleuse de 7,7 mm | - 6 × tubes lance-torpilles de 533 mm (4 × avant, 2 × arrière) - 14 × torpilles Type 89 - 1 × canon naval 10 cm/50 Type 88 anti-aérien - 1 × canon anti-aérien de 13,2 mm - 1 × mitrailleuse de 7,7 mm | - 6 × tubes lance-torpilles de 533 mm (4 × avant, 2 × arrière) - 14 × torpilles Type 89 - 1 × canon naval 12 cm/40 11e année anti-aérien - 1 × canon anti-aérien de 13,2 mm - 1 × mitrailleuse de 7,7 mm | - 6 × tubes lance-torpilles de 533 mm (4 × avant, 2 × arrière) - 14 × torpilles Type 89 - 1 × canon naval 12 cm/40 11e année anti-aérien - 1 × canon anti-aérien de 13,2 mm - 1 × mitrailleuse de 7,7 mm | - 6 × tubes lance-torpilles de 533 mm (6 × avant) - 12 × torpilles Type 95 - 1 × canon naval 12 cm/40 11e année anti-aérien - 2 × canons anti-aérien de 25 mm Type 96 |